# 霍羅多克 (日托米爾州)
霍罗多克 （羅馬化：Horodok，發音：[ɦɔrɔˈdɔk] ⓘ）是烏克蘭日托米爾州日托米爾區霍罗多克市镇内的镇及該市鎮之行政中心。處於捷捷列夫河畔，始建於1969年，面積为15.14平方公里，人口数量为2,801人（2021年估计）。

## 历史
霍罗多克在2012年8月16日获得市级镇地位。

## 图集

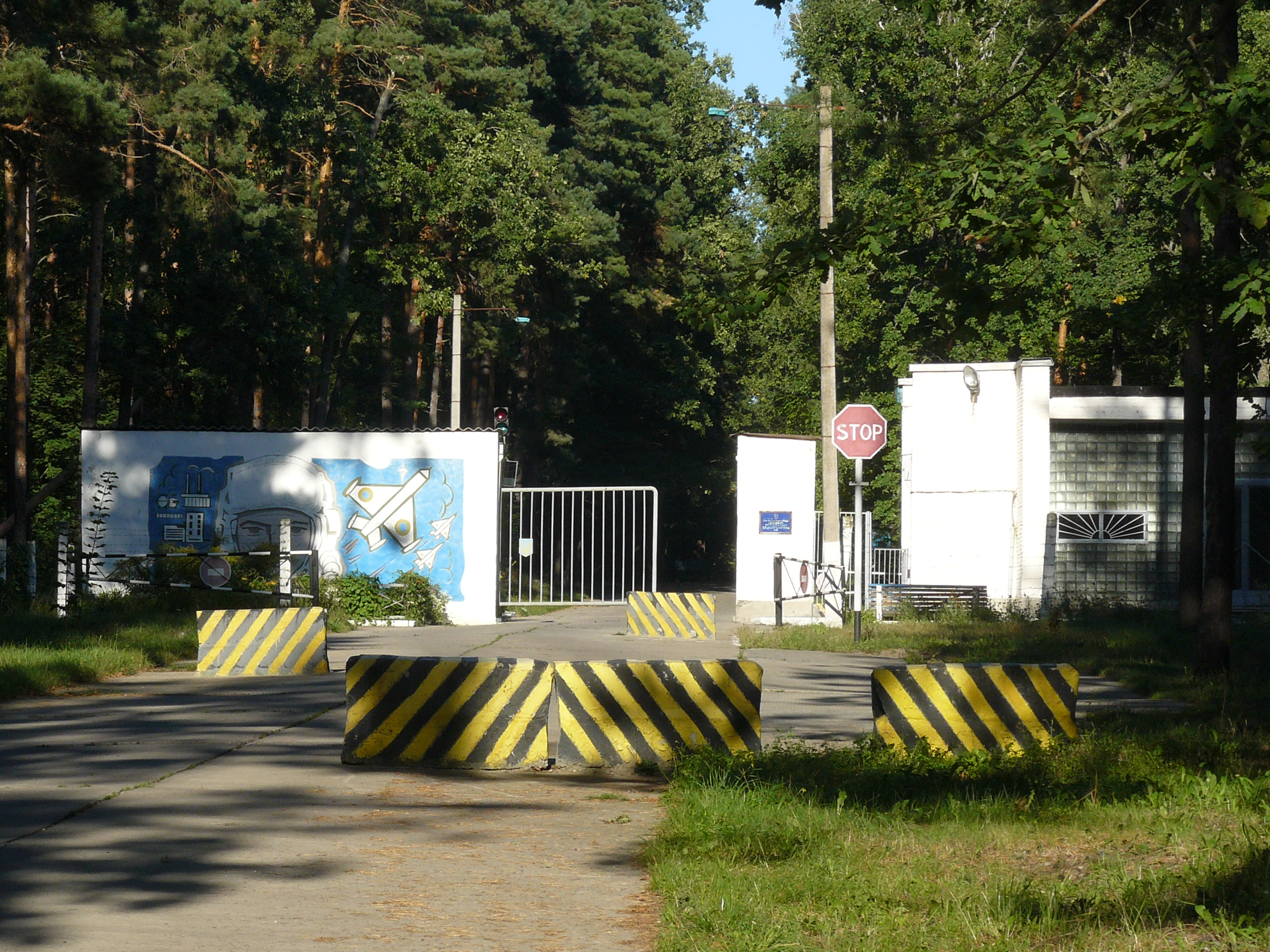
市容
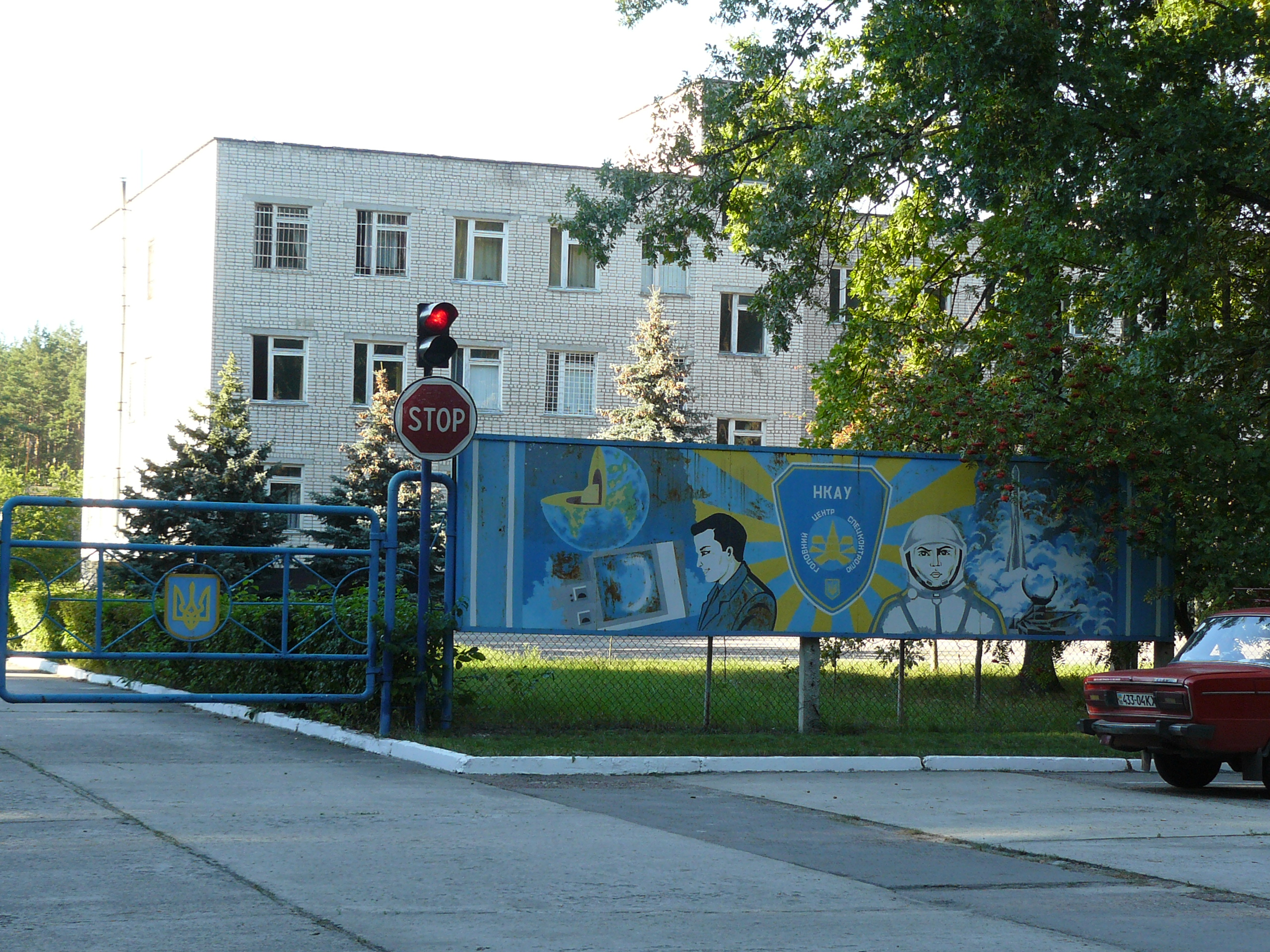
市容